# Tiroler Volkspartei
De Tiroler Volkspartei (Nederlands: Tiroolse Volkspartij, Tiroler VP) is een Oostenrijkse politieke partij die deel uitmaakt van de Oostenrijkse Volkspartij (ÖVP) en actief is in de deelstaat Tirol.
De Tiroler Volkspartei ontstond in 1918 toen de rivaliserende katholieke conservatieve partij en de Christelijk-Sociale Partij zich aaneensloten. Sinds 1919 draagt de TVP als grootste partij vrijwel altijd regeringsverantwoordelijkheid en domineert als zodanig de politiek in de deelstaat. Alle gouverneurs (Landeshauptleute) die Tirol na de Tweede Wereldoorlog heeft gehad, waren vertegenwoordigers van de TVP.

## Verkiezingsuitslagen
De Tiroler Volkspartei behaalde de volgende resultaten bij de lokale verkiezingen voor de Landdag van Tirol:
| Jaar | Percentage | Zetels  |
| ---- | ---------- | ------- |
| 1919 | 66,0%      | 38 / 56 |
| 1921 | 64,5%      | 27 / 40 |
| 1925 | 59,8%      | 25 / 40 |
| 1929 | 60,0%      | 26 / 40 |
| 1945 | 69,8%      | 26 / 36 |
| 1949 | 56,4%      | 24 / 36 |
| 1953 | 57,7%      | 23 / 36 |
| 1957 | 59,3%      | 23 / 36 |
| 1961 | 59,6%      | 23 / 36 |
| 1965 | 63,5%      | 25 / 36 |
| 1970 | 60,5%      | 23 / 36 |
| 1975 | 61,1%      | 24 / 36 |
| 1979 | 62,8%      | 24 / 36 |
| 1984 | 64,6%      | 25 / 36 |
| 1989 | 48,7%      | 19 / 36 |
| 1994 | 47,3%      | 19 / 36 |
| 1999 | 47,2%      | 18 / 36 |
| 2003 | 49,9%      | 20 / 36 |
| 2008 | 40,5%      | 16 / 36 |
| 2013 | 39,4%      | 16 / 36 |
| 2018 | 44,3%      | 17 / 36 |
| 2022 | 34,7%      | 14 / 36 |